# Ecnomus gedrosicus
Ecnomus gedrosicus là một loài Trichoptera trong họ Ecnomidae. Chúng phân bố ở miền Cổ bắc.